# IC 1315
IC 1315 bezeichnet im Index-Katalog 5 bis 6 scheinbar dicht beieinander liegende Sterne im Sternbild Cygnus. Der Katalogeintrag geht auf eine Beobachtung des Astronomen Guillaume Bigourdan am 19. Juli 1885 zurück.